# Александрийский порт
Порт Александрия находится на западном берегу дельты Нила между Средиземным морем и озером Марьют в Александрии, Египет, и считается вторым по значимости городом и главным портом в Египте. Порт Александрия состоит из двух гаваней (восточной и западной), разделенных Т-образным полуостровом. Восточная гавань мелкая и по ней не ходят крупные суда. Западная гавань используется для коммерческих перевозок. Гавань образована двумя сходящимися волнорезами.

## История

### Древние времена
Александрийский порт — один из старейших портов мира. Самые ранние портовые сооружения были построены в 1900 году до нашей эры в тогдашней деревне Ракотис для обслуживания прибрежного судоходства и снабжения острова Фарос (ныне часть квартала «Рас аль-Тин»).

План Александрии около 30 г. до н.э.

На протяжении веков песчано-иловые отложения делали порт несудоходным. Он был очищен войсками под командованием Александра Македонского в 331 г. до н.э. в рамках строительства города Александрия, который должен был стать морской базой его флота. Инженер Александра Дейнократ соединил порт Александрию и остров Фарос мостом длиной 1200 метров и шириной 200 метров, создав две гавани для торговых и военных судов. Северо-восточный бассейн (Portus Magnus, в настоящее время Восточная гавань) был разработан для военных судов, а юго-западный бассейн (Portus Eunostus, в настоящее время главный порт Александрии) предназначен для коммерческого использования. В эпоху Птолемея на Фарос был построен второй мост, который разделил восточную гавань на два отдельных входа.
Согласно Страбону, у Александрии была внутренняя гавань на озере Мареотис, а также гавани на Средиземном море. У озера не было устья, соединяющего его с морем, но вместо этого оно было соединено с Нилом каналами. Страбон описывает гавань озера как более загруженную, чем гавани на море. В период римского владычества зерно в больших количествах экспортировалось из Западной гавани города, за что та получила название «Портус Магнус». Зерно доставлялось по Нилу на баржах и перед отправкой хранилось в больших зернохранилищах на берегу озера Мареотис. В период расцвета Римской империи Александрия поставляла в Рим 83000 тонн зерна в год. Ко времени поздней империи город отгружал в Константинополь 220 000 тонн зерна в год.

### Современная эпоха

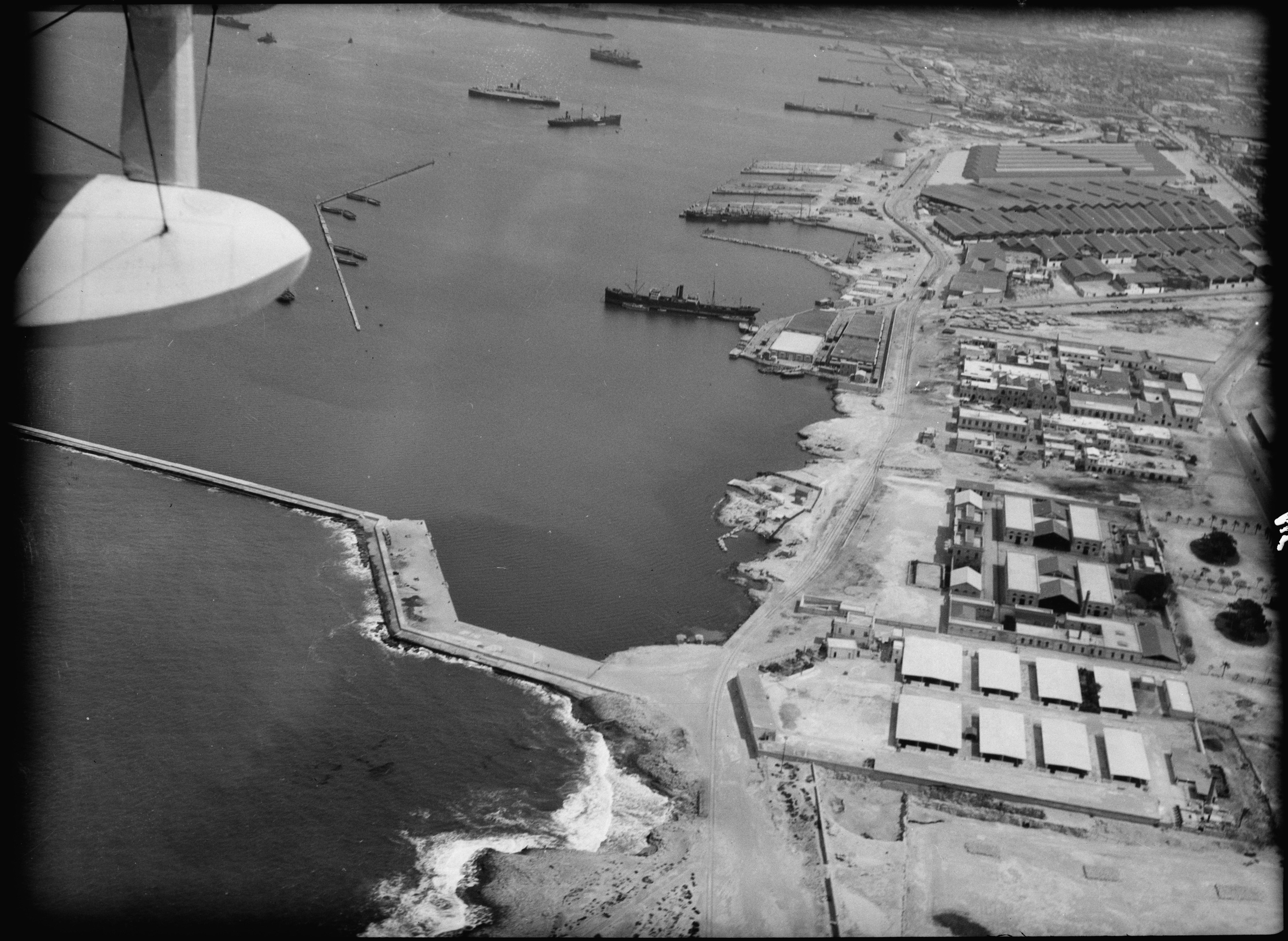
Александрийский порт в 1932 году

Мухаммед Али Египетский издал приказ восстановить и частично восстановить пресноводный канал от Нила после своего прихода к власти. После завершения в 1820 году он был назван Каналом Махмудия. При Мухаммеде Али была основана Александрийская верфь.
Во время Первой мировой войны Британский Средиземноморский экспедиционный корпус, принимавший участие в Галлиполийском сражении, использовал порт Александрию в качестве своей основной базы для войск и припасов, направлявшихся к высадке на мысе Геллес.
К концу XX века морская торговля через Александрийский порт превышала его пропускную способность. Новый порт был построен в Эль-Дехейле в 1980-х годах с возможностями для контейнерных перевозок и инфраструктурой для обслуживания близлежащего сталелитейного завода. Помимо порта Дехейла и западного порта Александрии, порты города включают в себя порты в Абу-Кире и Сиди-Крере, а также старый восточный порт Александрии, который больше не используется для перевозки грузов.
Александрийский судостроительный завод был построен в 1960-х годах при содействии правительства Советского Союза, а в 2004 году право собственности на верфь было передано Министерству обороны.
Египет имеет 15 торговых портов на побережье Средиземного и Красного морей. Порт Александрии, контролируемый Управлением порта Александрии, является крупнейшим в стране и обрабатывает около 55% международной торговли Египта. В целом различные порты Александрии обрабатывают более 75% внешней торговли Египта, при этом почти 80% импорта и экспорта страны проходит через город.

## География
Западный порт разделён на несколько зон:
1. Используется для обработки обычных грузов.
2. Работает с четырьмя видами деятельности: единые грузы, включая ролкеры и пассажирский терминал, наливные грузы и разгрузку барж.
3. Используется для обработки обычных грузов и разгрузки барж.
4. Используется для обработки контейнеров, цемента, угля, разгрузки барж, удобрений и обычных грузов.
5. Используется для перевалки: патоки, леса, некоторых видов обычных грузов, разгрузки барж, зерна и муки.
6. (Нефтяной док): расположен на западных границах порта, используется для перевалки пищевого масла, нефтепродуктов и бункеров. Он также включает причалы, используемые для обработки домашнего скота. В порту нет нефтехранилищ, но нефтеналивные причалы соединены с нефтеперерабатывающим заводом трубопроводом протяжённостью 2 км.